# Cepeda la Mora
Cepeda la Mora är en ort och kommun i provinsen Ávila i den autonoma regionen Kastilien och León i centrala Spanien. Orten ligger cirka 37 kilometer sydväst om Ávila. Kommunen har 66 invånare (2024), på en yta av 31,39 km².